# Sylvio Mantha
Sylvio Mantha (* 14. April 1902 in Montréal, Québec; † 7. August 1974 ebenda) war ein kanadischer Eishockeyspieler und -trainer, der in seiner aktiven Zeit von 1922 bis 1938 unter anderem für die Canadiens de Montréal und Boston Bruins in der National Hockey League gespielt hat. Sein jüngerer Bruder Georges war ebenfalls ein professioneller Eishockeyspieler.  

## Karriere
Sylvio Mantha begann seine Karriere als Eishockeyspieler in seiner Heimatstadt bei der Amateurmannschaft Montréal Nationale, für die er in der Saison 1922/23 aktiv war. Anschließend wurde er aufgrund guter Leistungen von den Canadiens de Montréal aus der professionellen National Hockey League verpflichtet, mit denen er in der Saison 1923/24 auf Anhieb den prestigeträchtigen Stanley Cup gewann. In der Folgezeit wurde der Verteidiger eine feste Größe im Team und gewann mit den Canadiens in den Jahren 1930 und 1931 erneut den Titel. Auch für ihn selbst war diese Zeit erfolgreich und in den Jahren 1931 und 1932 wurde er jeweils in das zweite All-Star Team der NHL gewählt. Zur Saison 1935/36 übernahm er das Amt als Spielertrainer bei den Canadiens, musste die Mannschaft jedoch nach dem Verpassen der Playoffs am Saisonende verlassen. Gegen Ende der Saison 1936/37 wurde er vom NHL-Rivalen Boston Bruins verpflichtet, absolvierte für diesen jedoch nur noch vier Spiele in der regulären Saison. Zuletzt lief er in der Saison 1937/38 für die Amateurmannschaft Montreal Concordia auf, ehe er seine aktive Karriere im Alter von 35 Jahren beendete. 
Bis 1943 betreute er die Montreal Concordia als Cheftrainer. Anschließend engagierte er sich als Trainer im Juniorenbereich und war dort von 1943 bis 1945 für die Laval Nationales, von 1945 bis 1947 für die Verdun Maple Leafs und von 1947 bis 1948 für die St. Jerome Eagles tätig. Anschließend zog er sich aus dem Eishockey zurück. Im Jahr 1960 wurde er mit der Aufnahme in die Hockey Hall of Fame geehrt.

## Erfolge und Auszeichnungen
- 1924 Stanley-Cup-Sieger mit den Canadiens de Montréal
- 1930 Stanley-Cup-Sieger mit den Canadiens de Montréal
- 1931 Stanley-Cup-Sieger mit den Canadiens de Montréal
- 1931 NHL Second All-Star Team
- 1932 NHL Second All-Star Team
- 1960 Aufnahme in die Hockey Hall of Fame